# حزب المستقبل (تركيا)
حزب المستقبل (بالتركية: Gelecek Partisi)     هو حزب سياسي في تركيا شكله رئيس الوزراء السابق أحمد داود أوغلو. تم إطلاق الحزب رسميًا في 13 ديسمبر 2019، معارضًا لحزب العدالة والتنمية الحاكم. 

## التاريخ

### التشكيل
تم إطلاق حزب المستقبل في 13 ديسمبر 2019 بواسطة أحمد داود أوغلو، وزير الخارجية السابق ورئيس الوزراء بالنيابة عن حزب العدالة والتنمية (AKP). بعد انتخابه رئيسًا للوزراء في 28 أغسطس 2014 بدعم من الرئيس رجب طيب أردوغان، عارض داود أوغلو في وقت لاحق تحركات الأخير لتحويل شكل الحكومة التركية مننظام برلماني إلى نظام رئاسي. في 22 مايو 2016 نتج عن صراع داود أوغلو مع أردوغان استقالته من رئاسة الوزراء. بعد استقالته، انتقد داود أوغلو مرارًا وتكرارًا حكومة حزب العدالة والتنمية، التي قادت الحزب إلى اتخاذ إجراءات تأديبية ضده. رداً على ذلك، استقال من حزب العدالة والتنمية في 13 سبتمبر 2019. وأعرب في وقت لاحق عن اهتمامه بتشكيل حزب جديد معارض لإدارة الرئيس أردوغان، وأطلق حزب المستقبل في نهاية المطاف في 13 ديسمبر. نشر الحزب الجديد على الفور قائمة تضم 154 عضوًا مؤسسًا أعضاء المؤسسين لحزب المستقبل ، والتي شملت العديد من المسؤولين السابقين في حزب العدالة والتنمية والشركات التابعة له.  وسرعان ما نشر حزب المستقبل بيانًا أوجز فيه أهدافه السياسية العامة، على الرغم من عدم تحديد أيديولوجيته السياسية.

## وصلات خارجية
- موقع حزب المستقبل